# Rui Águas (voetballer)
José Rui Lopes Águas (Lissabon, 28 april 1960) is een voormalig profvoetballer uit Portugal, die speelde als aanvaller in de jaren tachtig en negentig. Hij beëindigde zijn actieve loopbaan in 1995 bij de Italiaanse club AC Reggiana 1919 en stapte daarna het trainersvak in. Rui Águas is de zoon van de Portugese oud-international José Águas, die eveneens vele successen vierde met SL Benfica.

## Clubcarrière
Hij begon zijn carrière bij GD Sesimbra om vervolgens via Atlético Clube de Portugal in 1983 bij Portimonense SC te belanden. Rui Águas vertegenwoordigde daarna de clubkleuren van zowel FC Porto als SL Benfica gedurende zijn carrière. Hij verloor met Benfica de finale van de strijd om de Europa Cup I van PSV Eindhoven in het seizoen 1987-1988.

## Interlandcarrière
Onder leiding van bondscoach José Torres maakte Rui Águas zijn debuut op woensdag 3 april 1985 in de vriendschappelijke uitwedstrijd tegen Italië (2-0 nederlaag). Hij viel in dat duel na 73 minuten in voor Bastos Lopes. In zijn carrière kwam hij 31 keer uit voor het Portugese nationale elftal waarin hij tien keer wist te scoren. Hij nam met zijn vaderland deel aan het WK voetbal 1986 in Mexico.
| Interlanddoelpunten | Interlanddoelpunten | Interlanddoelpunten | Interlanddoelpunten          | Interlanddoelpunten | Interlanddoelpunten | Interlanddoelpunten | Interlanddoelpunten |
| №                   | Datum               | Locatie             | Wedstrijd                    | Goal(s)             | Score               | Uitslag             | Competitie          |
| ------------------- | ------------------- | ------------------- | ---------------------------- | ------------------- | ------------------- | ------------------- | ------------------- |
| 1                   | 20.09.1989          | Neuchâtel           | Zwitserland – Portugal       | Goal                | 1 – 2               | 1 – 2               | WK-kwalificatie     |
| 2                   | 06.10.1989          | Praag               | Tsjecho-Slowakije – Portugal | Goal                | 1 – 1               | 2 – 1               | WK-kwalificatie     |
| 3                   | 11.10.1989          | Saarbrücken         | Luxemburg – Portugal         | Goal                | 0 – 1               | 0 – 3               | WK-kwalificatie     |
| 4                   | 11.10.1989          | Saarbrücken         | Luxemburg – Portugal         | Goal                | 0 – 2               | 0 – 3               | WK-kwalificatie     |
| 5                   | 29.08.1990          | Lissabon            | Portugal – West-Duitsland    | Goal                | 1 – 1               | 1 – 1               | Oefeninterland      |
| 6                   | 17.10.1990          | Porto               | Portugal – Nederland         | Goal                | 1 – 0               | 1 – 0               | EK-kwalificatie     |
| 7                   | 23.01.1991          | Athene              | Griekenland – Portugal       | Goal                | 1 – 1               | 3 – 2               | EK-kwalificatie     |
| 8                   | 20.02.1991          | Porto               | Portugal – Malta             | Goal                | 1 – 0               | 5 – 0               | EK-kwalificatie     |
| 9                   | 24.01.1993          | Ta' Qali            | Malta – Portugal             | Goal                | 0 – 1               | 0 – 1               | WK-kwalificatie     |
| 10                  | 10.11.1993          | Lissabon            | Portugal – Estland           | Goal                | 3 – 0               | 3 – 0               | WK-kwalificatie     |

## Erelijst

### Club
Benfica
- Primeira Divisão: 1986-87, 1990-91, 1993-94
- Taça de Portugal: 1985-86, 1986-87, 1992-93
- Portugese Supercup: 1985; runner-up 1986, 1987, 1991, 1993
- Europa Cup I: runner-up 1987-88

 Porto
- Primeira Divisão: 1989-90
- Portuguese Supercup: runner-up 1988

### Individueel
Benfica
- Primeira Divisão: Topscorer 1990-91 (25 goals)

1 Vozinha ·
2 J. Fortes ·
3 Varela ·
4 Semedo ·
5 Babanco ·
7 O. Fortes ·
8 Oliveira ·
9 Ricardo ·
10 Héldon ·
11 Rodrigues ·
12 Kevin ·
13 Platini ·
14 Gegé ·
15 Rocha ·
16 Cruz ·
17 Calú ·
18 Nivaldo ·
19 Tavares ·
20 Mendes ·
22 S. Fortes ·
23 Carlitos ·
Coach: Águas